# Clairlieu
Clairlieu est un quartier de la commune française de Villers-lès-Nancy, dans le département de Meurthe-et-Moselle.
Ses habitants sont appelés les Clairlocois.

## Géographie
Ce quartier, situé à l’ouest de la commune de Villers, est traversé par la route D92. Il est principalement constitué d’un grand lotissement, construit sur d’anciens terrains agricoles et pour partie inclus dans la forêt de Haye.

## Toponymie
Le nom de Clairlieu a été donné par le duc Mathieu Ier en 1152, Clarus Locus en latin, lors de l'installation des premiers moines sur le site.
Les ouvrages sortis de l'imprimerie établie à Clairlieu au commencement du XVIIe siècle portent : Clari-Loci ad Nanceium et Cler-Lieu lès Nancy. D'autre part, on trouve également : Sancta-Maria Clari Loci (1172), Clerleu (1244), Clerlui (1260), Chierlieu (1273), Cleirleu (1289) et Clerleus (1362).
Quant à l'orthographe actuelle, elle est mentionnée à minima dans un bulletin des lois de 1801.

## Histoire
Ce quartier a pour origine une ancienne abbaye de Cisterciens fondée au XIIe siècle, dans un vallon sauvage de la forêt de Haye, nommé Amerlieu. Cette abbaye aurait été fondée par le duc Mathieu Ier, vers l'an 1159.
Ce prince, est-il dit, dans une charte de donation, donne à Notre-Dame de Clairlieu la moitié du désert sur le promontoire de Rosières, appelé Hammerville, l'autre moitié en ayant déjà été donnée par l'abbaye de Saint-Paul de Metz. Ce vallon, qu'on trouve nommé aussi Amé-leu ou Amer-lieu (amarus locus), était dans une gorge profonde au milieu des bois de Heys. Il ne prit le nom de Clairlieu que lorsque les religieux, venus de Ferrières pour le peupler, eurent essarté les bois pour construire des bâtiments, et rendu fertile et riant ce lieu d'abord stérile et sauvage.
Il y a eu, dans les premières années du XVIIe siècle, à Clairlieu, une imprimerie dirigée par Jean SAVINE et dont les prémices ont été consacrés, en 1606, à la publication d'un poème latin sur la vie et les miracles de saint Bernard, fondateur de l'ordre auquel ce monastère appartenait. Et c'est par une seconde édition du même livre qu'elle a fait, en 1609, la clôture de ses travaux. En 1610 le matériel typographique de Clairlieu fut transporté à Nancy, dans l'hôtel qui appartenait à l'abbaye et qui en portait le nom.
Selon Benoît Picart, une ferme, la ferme des gimels, y est présente au moins au XVIIIe siècle et dépendait à l'origine de Pierre-la-Treiche :
« La ferme des gimels de l'Abaye de Clerlieu dépendoit de Pierre : les comtes de Toul à qui elle apartenoit, la donnerent à cette Abaye. »
L'EHESS-Cassini considère Clairlieu comme étant une ancienne commune « réunie avant 1806, à Villers-lès-Nancy », mais sans aucun recensement de population.
Clairlieu fût en 1970 la plus grosse opération d'habitat social individuel d'Europe.

## Administration
Clairlieu est un quartier rattaché administrativement à la commune de Villers-lès-Nancy.

## Monuments

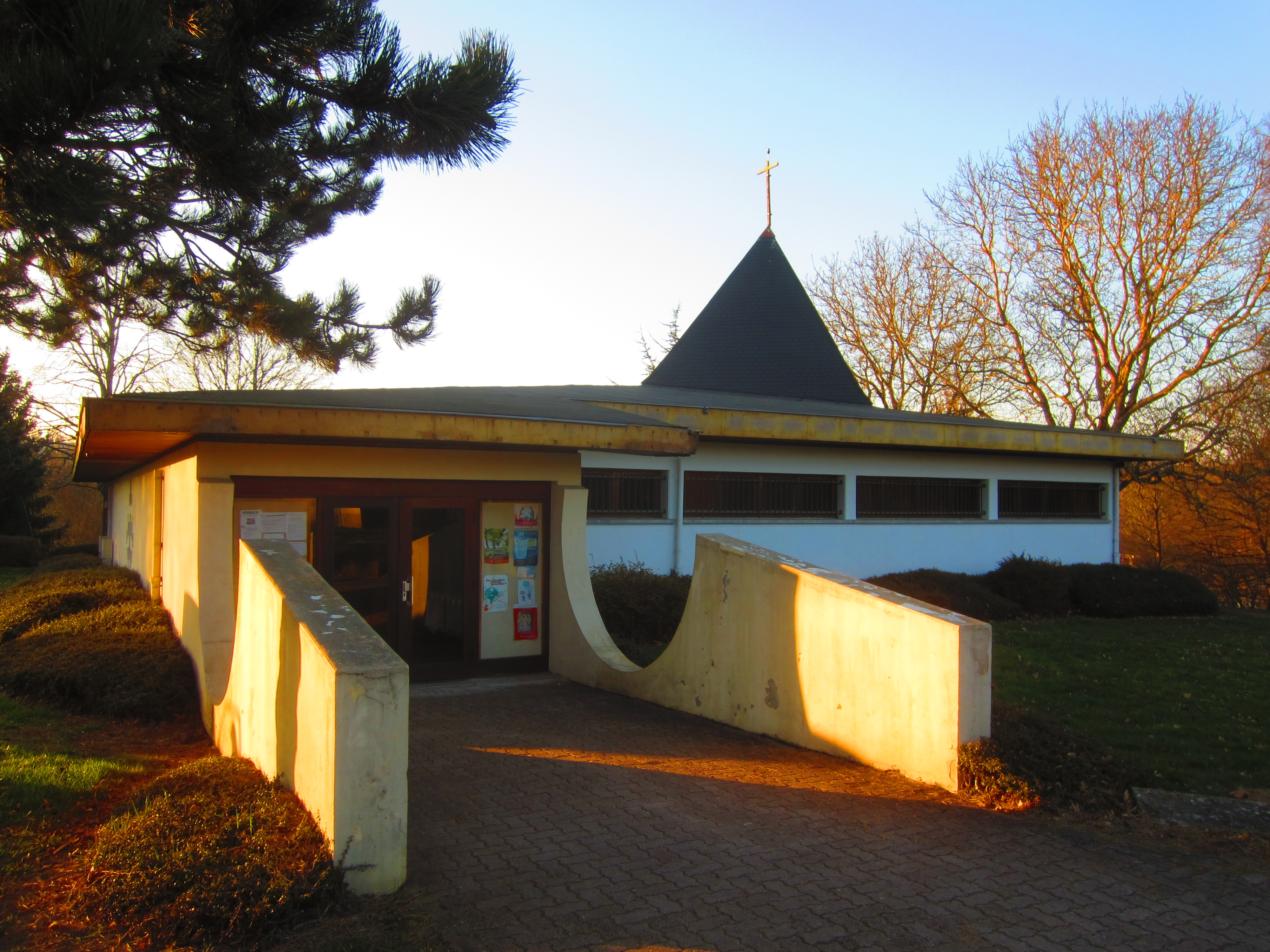
Église Saint-Bernard.
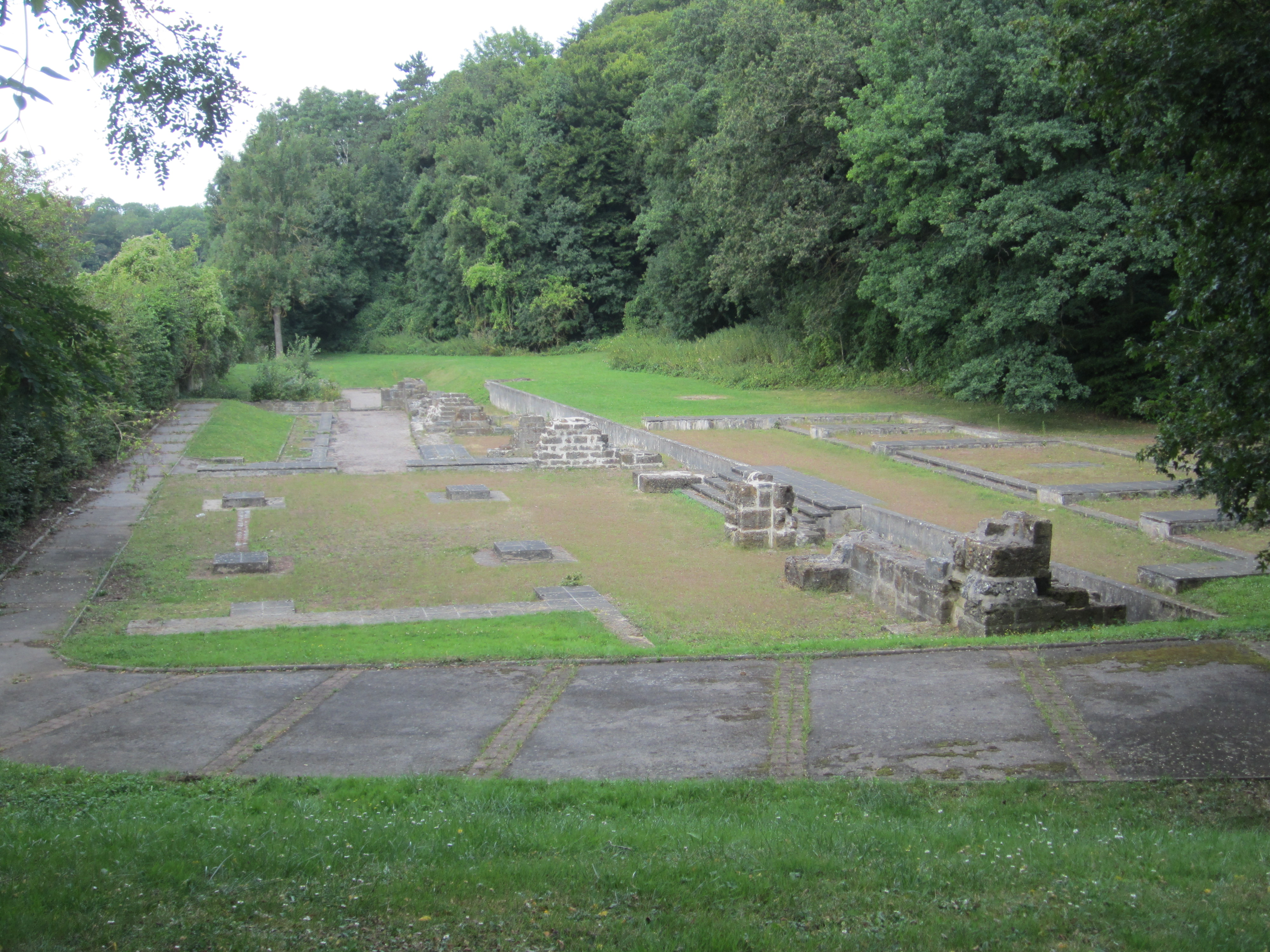
Vestiges de l'ancienne abbaye.

### Site spéléologique
À la suite du fort accroissement de la population de l'agglomération nancéienne lié à l'annexion de 1871, les besoins en eaux furent considérablement augmentés et un ensemble de galeries a été aménagé par l'homme afin de récupérer les eaux d'infiltration du plateau de Haye. Abandonnées dès les années 1930, ces galeries développant environ 6,6 km ont été réhabilitées pour la pratique de la spéléologie par l'Union spéléologique de l'agglomération nancéienne (USAN) en 1991 et sont gérées par la Ligue spéléologique lorraine (LISPEL). Désormais appelées le spéléodrome de Nancy, elles servent de lieu de formation à la spéléologie et la plongée souterraine. Chaque année le site est ouvert au grand public par l'USAN à l'occasion des Journées européennes du patrimoine ; c'est la Journée du patrimoine souterrain.